# Bryan Clark
Bryan Emmett Clark (n. 14 de marzo de 1964) es un luchador profesional retirado estadounidense. Es conocido por sus apariciones en World Championship Wrestling , World Wrestling Federation y All Japan Pro Wrestling bajo los nombres de ring The Nightstalker, Adam Bomb y Wrath, y bajo su propio nombre. Fue Campeón Mundial en Parejas de la WCW y campeón mundial en parejas de la AJPW .

## Carrera

### American Wrestling Association (1989–1990)
Debutó en la lucha libre profesional en 1989 bajo el nombre de The Nightstalker, convirtiéndose rápidamente en un main eventer. Clark compitió en la American Wrestling Association con sede en Minnesota, apareciendo en House shows y eventos televisados, principalmente en el área medio-oeste de los Estados Unidos (hasta 2021, seguían siendo transmitido por ESPN Classic. Tuvo como mánager al legendario Ox Baker, quien realizó segmentos promocionales clásicos al micrófono. Clark estuvo enfeudado con The Trooper, rivalidad que comenzó el 13 de abril de 1990, cuando Nightstalker apareció durante la lucha entre Trooper y WT Jones en un programa televisado por ESPN en Rochester, Minnesota. Ox Baker comenzó a desafiar a todos y cada uno de los luchadores del roster para incluir a Larry Zbyszko , incluso diciéndole a The Trooper que "ni siquiera podía unirse a los boy scouts". La apariencia de Clark en el ring incluía pintura facial en blanco y negro, mientras sostenía un hacha de gran tamaño.

### World Championship Wrestling (1990–1991)
Cuando la AWA comenzó su decadencia durante el otoño de 1990, Clark dio el salto a la World Championship Wrestling.  Debutó durante la edición de WCW Saturday Night del 10 de noviembre de 1990 con una victoria ante Gary Jackson. Diez días más tarde, durante Clash of the Champions XIII: Thanksgiving Thunder se enfrentó a Sid Vicious, siendo derrotado. Luego formó una alianza con The Big Cat y estaba programado para formar equipo con él contra Vicious y Dan Spivey en Starrcade. Clark se perdería el pay-per-view y sería reemplazado por The Motor City Madman.
Clark estaría ausente de la WCW hasta octubre de 1991, regresando en Halloween Havoc como un "Gul" enmascarado. Dos meses más tarde, reemplazo en Starrcade al lesionado Diamond Studd haciendo equipo con Rick Steiner, en una derrota ante Vader y Mr. Hughes.

### Universal Wrestling Federation (1992)
Clark se unió a la Universal Wrestling Federation (UWF), liderada por Herb Abrams, haciendo su primera aparición en las grabaciones televisivas del 19 de junio de 1992 en Spartanburg, Carolina del Sur. Tuvo tres luchas, victorias ante Johnny Kiss y Jake Steele, además de perder por descalificación ante Death Row 3260.

### Smoky Mountain Wrestling (1992–1993)
Clark se unió a Smoky Mountain Wrestling en octubre de 1992 e hizo su debut en un evento en Knoxville, Tennessee, perdiendo ante el campeón de SMW, por conteo fuera. Más tarde, derrotó a Tracy Smothers para convertirse en el segundo campeón de televisión "Beat The Champ" de la promoción el 2 de febrero de 1993. Perdió el título ante Tim Horner seis días después.

### World Wrestling Federation (1993–1995)

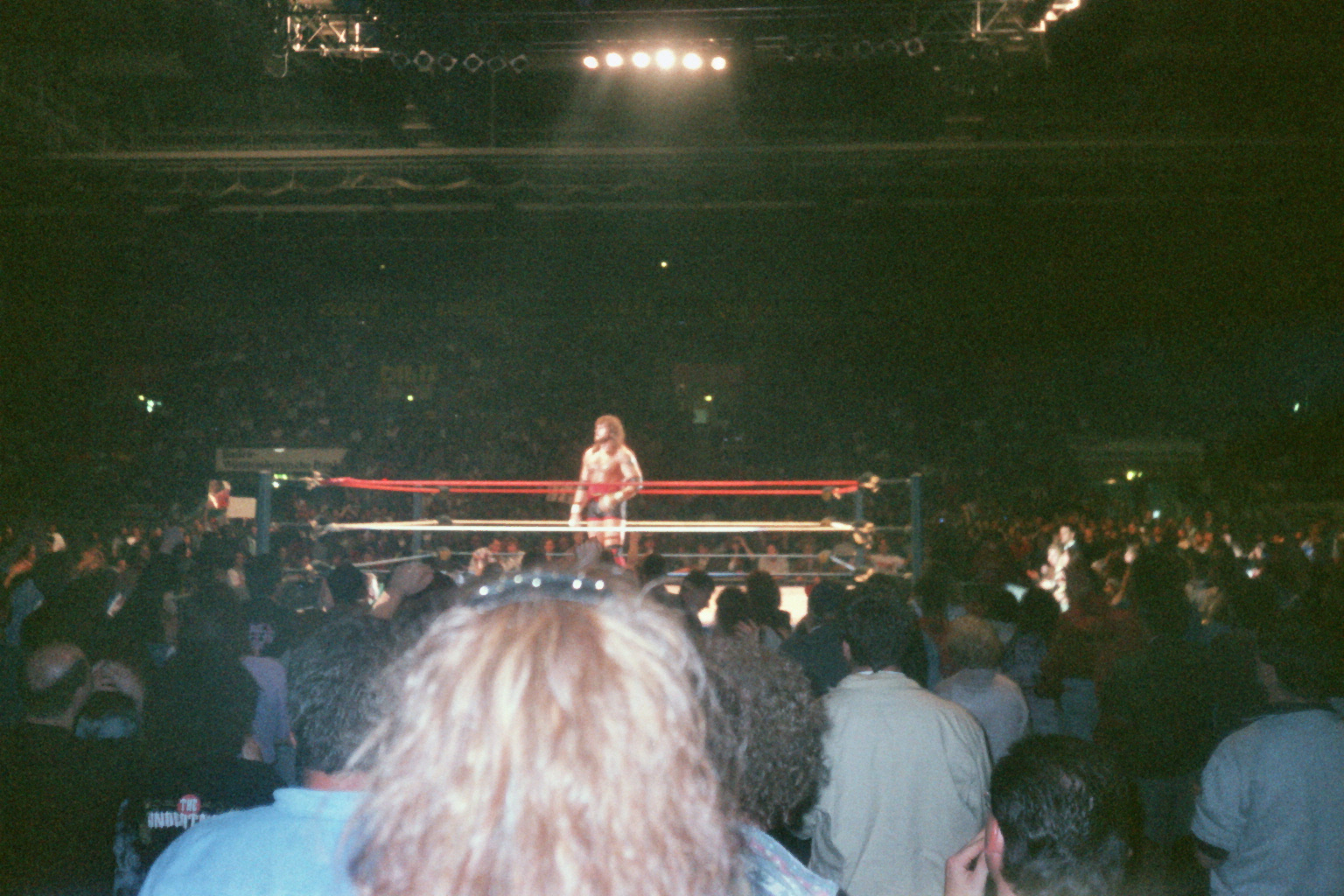
Bomb en mayo de 1994

El 8 de marzo de 1993, Clark tuvo un tryout para la World Wrestling Federation, en una lucha ante Reno Riggins durante las grabaciones de WWF Superstars en North Charleston, Carolina del Sur, como The Nightstalker. A la noche siguiente, tuvo otro tryout durante las grabaciones de WWF Wrestling Challenge, derrotando a Ricky Nelson. En mayo de 1993, Clark debutó con el nombre de Adam Bomb, el nuevo cliente del manager Johnny Polo. Llevaba lentes de contactos verdes luminosos y lucía una lengua roja. El gimmick de Bomb trataba de que era un sobreviviente del infame Accidente nuclear de Three Mile Island, que luego fue enfatizado por el nombre de su personaje, un juego de palabras con la bomba atómica, el concepto de Adam Bomb como su vestimenta fue creado y diseñado por Tom Fleming. En parte, el gimmick era realista, toda vez que Clark nació y creció en Harrisburg, Pensilvania, lugar no muy lejano de Three Mile Island. Siete meses transcurridos de su debut, Harvey Wippleman reemplazó a Polo, quien se concentró en manejar exclusivamente a los entonces campeones en parejas de la WWF, The Quebecers.
Bomb debutó en los Pay per view de la WWF en Survivor Series, donde conformó equipo con Irwin R. Schyster, Diesel y "The Model" Rick Martel contra Razor Ramon, 1-2-3 Kid, Marty Jannetty y Macho Man Randy Savage en una lucha de eliminación. Su equipo resultó derrotado, más Bomb fue el último sobreviviente de su equipo, siendo derrotado por Jannety, quien ganó vía pinfall tras aplicar un roll-up.
Tras esto, Bomb participó en el Royal Rumble Match de 1994, donde ingreso con el número #30. Pese a esto, Bomb estuvo por alrededor de 5 minutos en el ring, siendo eliminado por Lex Luger. Además, fue uno de los 9 luchadores que ayudó a Yokozuna a derrotar a The Undertaker en un Casket Match en el evento principal del Pay-per-view. Después del Rumble y un feud con Earthquake, que los llevó a luchar en WrestleMania X, donde Bomb perdió ante Earthquake en 35 segundos, Bomb cambió a face, luego de que su mánager Harvey Wippleman lo atacará, apoyando además el ataque de su nuevo cliente Kwang en contra de él. Como face, Bomb lanzaba misiles nucleares de goma a la audiencia mientras caminaba y luego de ganar combates. Tras feudos con Kwang y Bam Bam Bigelow, que lo llevaron a enfrentar en Survivor Series a formar equipo con Lex Luger, Mabel, Billy Gunn y Bart Gunn para enfrentar a Bigelow junto a King Kong Bundy, Tatanka, Jimmy Del Ray y Tom Prichard en una derrota. En el Royal Rumble de 1995, Bomb participó ingresando con el número #28, siendo eliminado por Crush. Tras estos eventos, Bomb empezó a luchar en carteleras preliminares, inclusive siendo derrotado en cerca de 1 minuto por Mabel en una lucha clasificatoria para el torneo de King of the Ring de 1995, llevada a cabo en la Primera edición de In Your House, además de competir exclusivamente en WWF Superstars, Bomb dejaría la compañía en agosto de 1995.

### Circuito Independiente e Inglaterra (1995-1996)
Después de dejar WWF, Clark continuó luchando bajo el nombre de Adam Bomb, en el circuito independiente e Inglaterra, donde en 1996 trabajó para Hammerlock Bomb Alert Tour junto a Andre Baker.

### Regreso a World Championship Wrestling (1997-2001)

#### Blood Runs Cold (1997–1999)
En Uncensored de 1997, Clark regresa tras cerca de 5 años a WCW con el nombre de Wrath, un artista marcial que usaba casco, el cual junto a Mortis, luchó contra la pareja confomada por Ernest Miller y Glacier, Estos 4 personajes, los cuales eran conocidos colectivamente como Blood Runs Cold, fue el intento de WCW por acaparar la popularidad de los videojuegos de la saga Mortal Kombat. Esta storyline continuo hasta 1998, cuando Clark sufrió una lesión. Tras su recuperación, regresó como un competidor individual, cambiando a face, debutando con un nuevo atuendo y un movimiento final llamado Meltdown, mientras que todas las referencias a Blood Runs Cold comenzaron a ser eliminadas paulatinamente. Tras una larga racha invicta, comenzó a rumorearse que Wrath comenzaba a posicionar como un rival para Goldberg, pero su push se detuvó en el Nitro del 23 de noviembre de 1998, donde enfrentó a Kevin Nash, saliendo derrotado. Pese a esta derrota, Wrath comenzó 1999 obteniendo varias victorias, racha que se detuvo en Souled Out, donde fue derrotado por Bam Bam Bigelow. El 15 de abril de 1999, mientras luchaba contra Jerry Flynn, Wrath se rompió el ligamento cruzado anterior, debiendo recuperarse por alrededor de un año.

#### KroniK (2000-2001)
Tras su lesión, Clark regresó al ring en abril de 2000, esta vez usando su verdadero nombre, formando un equipo con Brian Adams, conocidos como KroniK, uniéndose a The New Blood. Sin embargo, tras la traición de Vince Russo, KroniK cambiaron a face, sumándose al The Millionaire's Club. El 15 de mayo de 2000, obtienen los WCW World Tag Team Championship derrotando a Shane Douglas y The Wall, perdiendo los título el 30 de mayo ante los miembros de New Blood Shawn Stasiak y Chuck Palumbo. se les concedió una revancha para el evento Bash at the Beach el 9 de julio, donde volvieron a capturar los campeonatos. Tras perder los títulos ante Vampiro y Great Muta el 13 de agosto en New Blood Rising, KroniK cambió a heel, luego de que fueran sobornados por Vince Russo para así atacar a Bill Goldberg, quien sería despedido de la WCW si perdía una lucha. Pese a esto, Goldberg enfrentó a Kronik en una lucha en desventaja en Halloween Havoc, derrotándolos. KroniK se mantuvo trabajando como protectores, ayudando a los Boogie Knights (Alex Wright y Disqo Inferno) en su rivalidad contra The Filthy Animals, además de luego ayudar a sus viejos enemigos de Natural Born Thrillers. En enero de 2001, cambiaron a face, aliándose con Ernest "The Cat" Miller.
Luego de que ambos miembros de KroniK estuvieran lesionados, Clark debido a necesitar puntos por una herida generada por un silletazo, mientras que Adams fue hospitalizado por una apendicitis. Tras esto, la WCW fue vendida a la World Wrestling Federation en marzo de 2001.

### Regreso a la World Wrestling Federation (2001)
Clark y Adams regresaron a la WWF, como KroniK con Steven Richards como mánager, durante el episodio de SmackDown del 4 de septiembre de 2001, atacando a The Undertaker con una doble chokeslam. El equipo se enfrentaría a The Brothers of Destruction en Unforgiven 2001 en una lucha válida por los WCW World Tag Team Championship, lucha donde los campeones retuvieron sus títulos vía pinfall. Después de dos dark matches y una aparición en pay-per-view, Clark fue despedido mientras Adams trabajó para Heartland Wrestling Association, territorio de desarrollo de la WWF.

### Carrera tardía y retiro (2001-2003)
Luego de que Brian Adams fue despedido de la WWF en noviembre de 2001, junto a Clark reformaron KroniK, haciendo apariciones en el circuito independiente, principalmente para la World Wrestling All-Stars y All Japan Pro Wrestling. Durante su tiempo en la AJPW, KroniK derrotó a Keiji Mutō y Taiyo Kea por los World Tag Team Championship en 17 de julio de 2002. Luego, dejaron vacantes los campeonatos debido a problemas contractuales. Tuvieron su última lucha juntos en enero de 2003, perdiendo ante el equipo compuesto por Bill Goldberg y Keiji Mutō. Tiempo después, tanto Clark como Adams se retiraron debido a las múltiples lesiones sufridas en sus carreras.

## Vida personal
En febrero de 2006, Clark se realizó una cirugía en la espalda baja debido a todas las lesiones que sufrió en su carrera como luchador profesional. Es dueño de las marcas KroniK, Adam Bomb y Wrath de su tiempo en la WWF, WCW y WWE. Tras la muerte de Brian Adams, Clark considera como la mejor parte de su carrera el tiempo que compartieron como KroniK. De forma ocasional entrena a luchadores y aparece en convenciones.
En julio de 2016, Clark formó parte junto a exluchadores de la WWE de una demanda en contra de la empresa, la cual indicaba que los luchadores habían sufrido de lesiones cerebrales traumáticas durante su instancia en la compañía, y que esta oculto a los luchadores los riesgos de estas. La demanda fue litigada por el abogado Konstantine Kyros, quien ha estado involucrado en diferentes demandas contra la WWE. La demanda fue desestimada por la jueza de distrito de EE. UU. Vanessa Lynne Bryant en septiembre de 2018.
En febrero de 2020, Clark fue arrestado en Arizona por cinco delitos graves relacionados con presuntos actos realizados entre enero y abril de 2019. Incluyen conspiración, posesión de drogas, control ilegal de empresas, transporte o venta de narcóticos y posesión de un arma durante un delito de drogas. Se declaró inocente de todos.  El 18 de junio de 2021, todos los cargos fueron “desestimados por moción de la fiscalía” en el Tribunal Superior del Condado de Maricopa. Todo el caso en contra de Bryan Clark fue desestimado.

## Campeonatos y logros
- All Japan Pro Wrestling
  - World Tag Team Championship (1 vez) – con Brian Adams[21]
- Pro Wrestling Illustrated
  - Situado en el N°144 en los PWI 500 en 1993[22]
  - Situado en el N°142 en los PWI 500 en 1994[22]
  - Situado en el N°47 en los PWI 500 en 1995[22]
  - Situado en el N°158 en los PWI 500 en 1996[22]
  - Situado en el N°138 en los PWI 500 en 1997[22]
  - Situado en el N°245 en los PWI 500 en 2000[22]
  - Situado en el N°188 en los PWI 500 en 2001[22]
  - Situado en el N°466 dentro de los mejores 500 luchadores de la historia — PWI Years, 2003[22]
- Smoky Mountain Wrestling
  - SMW Beat the Champ Television Championship (1 vez)[23]
- World Championship Wrestling
  - WCW World Tag Team Championship (2 veces) – con Brian Adams[24]
- Wrestling Observer Newsletter
  - Worst Tag Team (2000, 2001) con Brian Adams
  - Worst Worked Match of the Year (2001) con Brian Adams vs. The Undertaker & Kane en Unforgiven.